# The Evil Within
The Evil Within, conhecido no Japão como PsychoBreak (サイコブレイク, Saiko Bureiku), é um jogo eletrônico de terror de sobrevivência desenvolvido pela Tango Gameworks e publicado pela Bethesda Softworks. Foi lançado mundialmente em outubro de 2014 para Microsoft Windows, PlayStation 3, PlayStation 4, Xbox 360 e Xbox One.

## Enredo
A história do jogo se passa na cidade fictícia de Krimson City, nos Estados Unidos. Após um chamado de emergência de polícia no hospício Beacon Mental Hospital, o detetive veterano Sebastian Castellanos, seu parceiro Joseph Oda e sua equipe vão até o local para averiguar. Ao chegarem lá, se deparam com um local pós massacre: lá eles encontram praticamente todos os pacientes, enfermeiros e médicos mortos. Ao checarem as câmeras de segurança para análise e em busca de saber o que realmente aconteceu naquele lugar, eles descobrem que algo fora do comum e da realidade convencional tomou posse do local e causou o massacre. Antes mesmo de sair do local, Sebastian é atacado por uma força desconhecida, ao cair em uma emboscada e ficar inconsciente. Ele acorda em uma realidade totalmente distorcida e perversa, pendurado de ponta cabeça, em uma espécie de abatedouro humano. Ao recobrar a consciência, Sebastian tentar sair do local, mas passa a ser perseguido por um sádico com uma serra-elétrica. Agora caberá a Sebastian buscar respostas e tentar sobreviver.

## Principais Personagens
- Sebastian Castellanos - O protagonista do jogo. Um detetive veterano e inabalável, que carrega consigo um passado triste. Dublado por Anson Mount
- Ruvik - O principal vilão do jogo. O terror da trama gira em torno de sua mente. Dublado por Jackie Earle Haley
- Joseph Oda - Detetive, parceiro e um dos poucos amigos de Sebastian. Dublado por Yuri Lowenthal
- Juli Kidman - Detetive recém transferida a parceira de Sebastian e Joseph. Dublada por Jennifer Carpenter
- Marcelo Jimenez - Um dos principais médicos do Beacon Mental Hospital, que aos poucos é mostrado que o mesmo tem envolvimento fundamental nos acontecimentos do jogo. Dublado por Daniel Riordan
- Leslie Withers - Paciente de Beacon Mental Hospital e com um envolvimento fundamental na trama e acontecimentos do jogo. Dublado por Aaron Landon
- Tatiana Gutierrez - Enfermeira de Beacon Mental Hospital, que de alguma maneira não parece notar os acontecimentos graves que o jogo apresenta, e passa a orientar a mente de Sebastian às realidades que o jogo apresenta. Dublada por Julie Granata

## Desenvolvimento
O jogo foi revelado em Abril de 2012 sobre o titulo provisório "Project Zwei", com Shinji Mikami como director, que planeja fazer de The Evil Within o seu último trabalho com esse cargo.
A 15 de Abril de 2013, e durante os dias seguintes, a Bethesda Softworks mostrou uma série de pequenos vídeos crípticos, dando a ideia de um futuro jogo. The Evil Within foi anunciado oficialmente a 19 de Abril de 2013, revelando o titulo, as plataformas em que ia ser editado e um video cinemático.

## Vendas
Por ser um jogo muito esperado há anos, o jogo teve números de vendas altíssimos, ultrapassando a casa dos 3 milhões de cópias vendidas e ficando entre os 3 mais vendidos nos Estados Unidos e Reino Unido, em sua época de lançamento.